# HMAS Fremantle (FCPB 203)
Pour les articles homonymes, voir HMAS Fremantle.
Le HMAS Fremantle (FCPB 203), nommé d’après la ville de Fremantle, en Australie-Occidentale, était le navire de tête de la classe Fremantle de patrouilleurs. Il est entré en service dans la Royal Australian Navy en 1980 et a été désarmé en 2006. Le HMAS Fremantle était le seul navire de la classe à ne pas avoir été construit en Australie, et on prétend que son voyage de livraison de l’Angleterre à l’Australie a été le plus long jamais effectué par un patrouilleur.

## Conception et construction
À partir de la fin des années 1960, la planification d’une nouvelle classe de patrouilleurs pour remplacer la classe Attack a commencé, avec des conceptions visant à une meilleure tenue à la mer, un équipement et des armes plus modernes. En 1976, l’entreprise anglaise Brooke Marine a remporté le contrat de production du navire de tête.
Les navires de classe Fremantle avaient un déplacement de 220 tonnes à pleine charge, mesuraient 41,9 mètres de longueur hors tout, ils avaient une largeur de 7,39 mètres, et un tirant d'eau maximal de 1,75 mètre. Leur propulsion principale se composait de deux moteurs Diesel de la série MTU 538, qui fournissaient une puissance de 3200 chevaux (2400 kW) aux deux arbres d'hélice. L’échappement n’était pas expulsé par une cheminée, comme sur la plupart des navires, mais par des évents sous la ligne de flottaison. Les patrouilleurs pouvaient atteindre une vitesse maximale de 30 nœuds (56 km/h) et avaient une autonomie maximale de 5000 milles marins (9300 km) à 5 nœuds (9,3 km/h). L’équipage se composait de 22 personnes,. Chaque patrouilleur était armé d’un seul canon Bofors 40 mm L/60 monté à l’avant comme armement principal, complété par deux mitrailleuses Browning M2 de calibre .50 et un mortier de 81 mm,, mais le mortier a été retiré de tous les navires à la fin des années 1990. À l’origine, l’arme principale devait être constituée de deux canons de 30 mm sur un affût double, mais les Bofors reconditionnés ont été sélectionnés pour réduire les coûts. Des dispositions ont été prises pour installer un armement amélioré plus tard dans la carrière de la classe, mais cela ne s’est pas produit,.

## Construction
La construction du HMAS Fremantle a commencé le 11 novembre 1977 et il a été lancé le 15 février 1979. Lors de ses essais en mer, il a été révélé que le HMAS Fremantle avait 20 tonnes de plus que le poids maximal prévu au contrat, ce qui a conduit à une mauvaise publicité dans les médias,. Cependant, la conception a prouvé sa valeur lorsque le navire a été interrompu dans ses essais pour sauver avec succès un marin pêcheur britannique tombé d’un chalutier. En raison de ces essais en mer, le HMAS Fremantle n’a été mis en service que le 17 mars 1980.
La livraison des précédents patrouilleurs construits par Brooke Marine à leurs pays clients se faisait normalement en chargeant les navires sur un navire transporteur de colis lourds. Mais a été décidé en 1979 de faire naviguer le HMAS Fremantle vers l’Australie. La Royal Australian Navy voulait en apprendre le plus rapidement possible sur les capacités de la nouvelle conception, et la perte d’un patrouilleur de la marine du Sultanat d'Oman par un transporteur de colis lourds lors d’une tempête était une source d’inquiétude. Le HMAS Fremantle quitte Lowestoft le 7 juin 1980 pour son voyage de livraison vers l’Australie. Le voyage a duré 82 jours, dont 48 en mer. Au cours de ce voyage, le HMAS Fremantle a traversé la mer Méditerranée, le canal de Suez, la mer Rouge, il a longé les côtes de l’Inde, a traversé les mers d’Asie du Sud-Est, puis a navigué le long de la côte est de l’Australie jusqu’à Sydney. Au cours de ce voyage, le HMAS Fremantle a été mis à rude épreuve, rencontrant des tempêtes avec des vents atteignant la force 6, une tempête de sable dans la mer Rouge, des conditions de température et d’humidité élevées et une mousson. Au moment où le HMAS Fremantle arrive en Australie le 27 août 1980, il a déjà parcouru 14509 milles marins (26 871 km). Il s’agirait du plus long voyage entrepris par un patrouilleur tout seul.

## Histoire opérationnelle
Au cours de sa carrière, le HMAS Fremantle a été principalement impliquée dans des opérations contre la pêche illégale et l’immigration illégale, et a soutenu Coastwatch et le service des douanes australiennes.

## Déclassement et destin
Le HMAS Fremantle a été désarmé le 11 août 2006 au HMAS Coonawarra à Darwin. Le HMAS Fremantle était le huitième navire de sa classe à être désarmé. Il a été en service pendant 26 ans et a parcouru une distance de 535 705 milles marins (992 126 km) depuis sa mise en service. Le patrouilleur a été démantelé à Darwin entre 2006 et 2007, pour un coût de 450 000 dollars pour le gouvernement australien.